# 베즈무아: 거친그녀들
베즈무아: 거친그녀들(Baise-moi, Rape Me)은 프랑스에서 제작된 베르지니에 데스펜테스 감독의 2000년 범죄, 스릴러 영화이다. 이 영화의 다른 제목으로 "섹스해줘요", "베즈 무아"가 있다. 카렌 란카우메 등이 주연으로 출연하였고 필리쁘 고도 등이 제작에 참여하였다.

## 출연

### 주연
- 카렌 란카우메
- 라파엘라 앤더슨

### 조연
- 오우시니 엠바렉
- 이안 스콧
- 티토프
- 장-마크 미뉴
- 허브 P. 구스타브
- 마크 리우폴
- 세바스찬 바리오
- 장 루이스 코스테스

## 제작진
- 원작자: 베르지니에 데스펜테스
- 공동감독: 코랄리
- 배역: 진느 비라스